# European Film Awards per la miglior scenografia
L'European Film Awards per la miglior scenografia viene assegnato al miglior scenografo dell'anno dalla European Film Academy.

## Vincitori e candidati
Per ogni scenografo viene indicato il titolo del film in italiano e il titolo originale tra parentesi.

### 1980
- 1988
  - Gogi Aleqsi-Meskhishvili, Niko Zandukeli e Shota Gogolashvili - Asik Kerib - Storia di un ashug innamorato (Ashug-Karibi)
  - Félix Murcia - Donne sull'orlo di una crisi di nervi (Mujeres al borde de un ataque de nervios)

### 1990
- 1990
  - Ezio Frigerio e Franca Squarciapino - Cyrano de Bergerac
  - Jan Roelfs, Ben van Os e Jean-Paul Gaultier - Il cuoco, il ladro, sua moglie e l'amante (The Cook the Thief His Wife & Her Lover)
  - Yuri Pashigoryev - Sta' fermo, muori e resuscita (Zamri, oumri, vokresni)

- 1991
  - Miljen Kreka Kljakovic e Valérie Pozzo di Borgo - Delicatessen

- 1992
  - Rikke Jelier - De Noorderlingen

### 2000
- 2005
  - Aline Bonetto - Una lunga domenica di passioni (Un long dimanche de fiançailles)
  - Peter Grant - Manderlay
  - Jana Karen - La Rosa Bianca - Sophie Scholl (Sophie Scholl - Die letzten Tage)

### 2010
- 2010
  - Albrecht Konrad - L'uomo nell'ombra (The Ghost Writer)
  - Paola Bizzarri e Luis Ramírez - Io, Don Giovanni
  - Markku Pätilä e Jaagup Roomet - Püha Tõnu kiusamine

- 2011
  - Jette Lehmann - Melancholia
  - Paola Bizzarri - Habemus Papam
  - Antxon Gomez - La pelle che abito (La piel que habito)

- 2012
  - Maria Djurkovic - La talpa (Tinker Tailor Soldier Spy)
  - Niels Sejer - A Royal Affair (En kongelig affære)
  - Elena Zhukova - Faust

- 2013
  - Sarah Greenwood - Anna Karenina

- 2014
  - Claus-Rudolf Amler - The Dark Valley (Das Finstere Tal)

- 2015
  - Sylvie Olivé - Dio esiste e vive a Bruxelles (Le tout nouveau testament)

- 2016
  - Alice Normington - Suffragette

- 2017
  - Josefin Åsberg - The Square

- 2018
  - Andrey Ponkratov - Summer  (Leto)

### 2020
- 2020:  Cristina Casali - La vita straordinaria di David Copperfield (The Personal History of David Copperfield)
- 2021:  Márton Ágh - Természetes fény
- 2022:  Jim Clay - Belfast
- 2023:  Emita Frigato - La chimera
- 2024:  Jagna Dobesz – Pigen med nålen